# Druga crnogorska fudbalska liga 2012-2013
La Druga crnogorska fudbalska liga 2012-2013 (seconda lega calcistica montenegrina 2012-2013), conosciuta semplicemente anche come 2.CFL 2012-2013, è stata la 7ª edizione di questa competizione, la seconda divisione del campionato montenegrino di calcio.

## Stagione

### Avvenimenti
Al campionato sono iscritte 12 squadre. Nella edizione precedente sono state promosse Čelik Nikšić, Mornar e Jedinstvo Bijelo Polje, retrocesse Kom e Petnjica.

Sono state sostituite da Bokelj, Berane, Dečić (retrocesse dalla 1.CFL 2011-2012), Arsenal Tivat e Zora (promosse dalla 3.CFL 2011-2012 dopo gli spareggi fra le vincitrici dei gironi, il Pljevlja è la squadra esclusa).

### Formula
In stagione le squadre partecipanti sono 12: 3 che sono retrocesse dalla 1.CFL, 7 che hanno mantenuto la categoria e 2 promosse dalla 3.CFL.
Le 12 squadre disputano un girone andata-ritorno; al termine delle 22 giornate ne disputano ancora 11 secondo uno schema prefissato (totale 33 giornate), al termine di queste:
- La prima classificata viene promossa in 1.CFL 2013-2014
- Seconda e terza classificata vanno agli spareggi contro penultima e terzultima di 1.CFL 2012-2013
- Le ultime due classificate vengono retrocesse in 3.CFL 2013-2014

## Squadre
| Club              | Città       | Stadio                  | Posizione 2011-2012                    |
| ----------------- | ----------- | ----------------------- | -------------------------------------- |
| Dečić             | Tuzi        | Stadion Tuško Polje     | 10º in 1. CFL                          |
| Berane            | Berane      | Gradski Stadion         | 11º in 1. CFL                          |
| Bokelj            | Cattaro     | Stadion pod Vrncem      | 12º in 1. CFL                          |
| Zabjelo           | Podgorica   | Stadion Zabjelo         | 4º in 2. CFL                           |
| Bratstvo          | Podgorica   | Stadion Ljajkovići      | 5º in 2. CFL                           |
| Igalo             | Castelnuovo | Stadion Solila          | 6º in 2. CFL                           |
| Jezero            | Plav        | Stadion pod Racinom     | 7º in 2. CFL                           |
| OFK Bar           | Antivari    | Stadion Topolica        | 8º in 2. CFL                           |
| Iskra Danilovgrad | Danilovgrad | Stadion Braće Velašević | 9º in 2. CFL                           |
| Ibar              | Rožaje      | Stadion Bandžovo Brdo   | 10º in 2. CFL                          |
| Arsenal Tivat     | Teodo       | Stadion u Parku         | 1º in 3. CFL Sud, 1º negli spareggi    |
| Zora              | Spuž        | Gradski stadion         | 1º in 3. CFL Centro, 2º negli spareggi |

## Classifica
|  | Pos. | Squadra           | Pt       | G        | V        | N        | P        | GF       | GS       | DR       |
|  | ---- | ----------------- | -------- | -------- | -------- | -------- | -------- | -------- | -------- | -------- |
|  | 1.   | Dečić             | 66       | 30       | 21       | 3        | 6        | 46       | 19       | +27      |
|  | 2.   | Bokelj            | 56       | 30       | 16       | 8        | 6        | 39       | 20       | +19      |
|  | 3.   | Zabjelo           | 53       | 30       | 15       | 8        | 7        | 40       | 29       | +11      |
|  | 4.   | Bratstvo          | 47       | 30       | 14       | 5        | 11       | 41       | 32       | +9       |
|  | 5.   | Igalo (−3)        | 39       | 30       | 11       | 9        | 10       | 39       | 35       | +4       |
|  | 6.   | Jezero            | 36       | 30       | 8        | 12       | 10       | 26       | 29       | −3       |
|  | 7.   | Berane (−3)       | 35       | 30       | 10       | 8        | 12       | 38       | 56       | −18      |
|  | 8.   | Ibar              | 33       | 30       | 7        | 12       | 11       | 33       | 36       | −3       |
|  | 9.   | Zora (−1)         | 29       | 30       | 8        | 6        | 16       | 28       | 32       | −4       |
|  | 10.  | Arsenal Tivat     | 29       | 30       | 5        | 14       | 11       | 24       | 38       | −14      |
|  | 11.  | Iskra Danilovgrad | 20       | 30       | 5        | 5        | 20       | 29       | 57       | −28      |
|  | 12.  | OFK Bar           | Ritirato | Ritirato | Ritirato | Ritirato | Ritirato | Ritirato | Ritirato | Ritirato |

Legenda:
      Promosso in 1.CFL 2013-2014.
  Partecipa agli spareggi-promozione.
      Retrocesso in 3.CFL.
Regolamento:
Tre punti a vittoria, uno a pareggio, zero a sconfitta.
Note:
OFK Bar ritirato durante la pausa invernale, i suoi risultati vengono cancellati

## Risultati
|          | Ars     | Ber     | Bok     | Bra     | Deč     | Zab     | Zor     | Iba     | Iga     | Isk     | Jez     |
| -------- | ------- | ------- | ------- | ------- | ------- | ------- | ------- | ------- | ------- | ------- | ------- |
| Arsenal  | ––––    | 2:1 1:0 | 3:1     | 0:1 0:2 | 1:1 0:0 | 0:2     | 0:0     | 1:1 0:0 | 1:1 3:3 | 4:1     | 0:1     |
| Berane   | 2:2     | ––––    | 1:1     | 2:5 0:7 | 0:2     | 4:3     | 2:0 1:4 | 0:0 2:5 | 1:1 0:5 | 4:4     | 2:0     |
| Bokelj   | 2:0 1:1 | 2:0 1:2 | ––––    | 1:1     | 0:1 1:1 | 0:2 1:0 | 1:0     | 1:0     | 1:0     | 1:0     | 3:1 0:0 |
| Bratstvo | 2:0     | 1:2     | 1:1 1:0 | ––––    | 3:1     | 1:2     | 3:0 1:0 | 0:2 3:1 | 0:1 1:3 | 2:1 0:3 | 1:1     |
| Dečić    | 1:0     | 0:1     | 1:2     | 2:0 1:0 | ––––    | 3:0     | 1:0 2:1 | 2:1 3:0 | 0:1 3:0 | 5:3 2:0 | 1:0     |
| Zabjelo  | 1:0 0:0 | 1:0 1:1 | 0:0     | 1:3 0:0 | 1:0 0:3 | ––––    | 3:3 1:0 | 3:0     | 3:0     | 1:0     | 0:4 2:0 |
| Zora     | 3:0     | 0:1     | 0:2     | 0:1     | 3:1     | 3:3 0:1 | ––––    | 1:1     | 1:1     | 1:3 3:0 | 0:1     |
| Ibar     | 0:0     | 2:2     | 0:2 1:0 | 2:0     | 1:2     | 0:3 1:0 | 1:2 0:0 | ––––    | 3:0     | 1:1 2:1 | 0:0     |
| Igalo    | 5:1     | 2:1     | 2:2 0:1 | 2:0     | 0:2     | 2:1 0:1 | 1:1 1:0 | 1:0 1:3 | ––––    | 0:1 1:1 | 4:1     |
| Iskra    | 0:0 1:2 | 1:2 0:1 | 0:4 1:2 | 0:1     | 0:1     | 0:3 1:4 | 0:2     | 3:2     | 1:0     | ––––    | 1:1 0:2 |
| Jezero   | 1:1     | 0:2 1:1 | 0:3     | 3:0 0:0 | 0:1     | 0:0     | 0:1     | 2:1     | 1:1     | 3:1     | ––––    |

## Spareggi
Penultima e terzultima della prima divisione sfidano seconda e terza della seconda divisione per due posti in Prva crnogorska fudbalska liga 2013-2014. Zabjelo e Bokelj hanno fallito la promozione.